# Claude Kogan

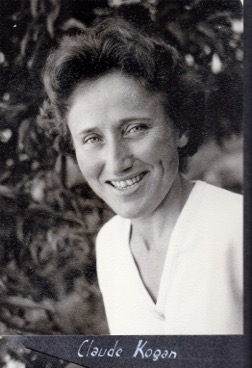
Claude Kogan 1959 bei der Frauenexpedition in Nepal

Claude Kogan (* 1919 in Paris; † 2. Oktober 1959 am Cho Oyu) war eine französische Bergsteigerin.

## Leben
Claude Kogan lebte als Modezeichnerin in Nizza. Mit ihrem Ehemann Georges Kogan († 1951) unternahm sie zahlreiche Besteigungen in den Alpen und den südamerikanischen Anden. 
Ab 1950 nahm sie an mehreren bedeutenden internationalen Expeditionen teil (Anden, Kaukasus, Grönland, Himalaya). Ihr gelangen dabei einige wichtige Erstbegehungen und Erstbesteigungen. Im Herbst 1954 stellte sie am Cho Oyu mit 7600 Metern den Höhenweltrekord für Frauen auf. 
Im Herbst des Jahres 1959 führte sie eine Frauenexpedition am Cho Oyu; beim Abgang einer außergewöhnlich großen Lawine kam sie zusammen mit Claudine van der Stratten, Ang Norbu Sherpa und Chowang Sherpa ums Leben.

## Alpinistische Leistungen (Auszug)
- Salcantay, 6271 m (Cordillera Vilcabamba, Peru), Erstbesteigung 1952 zusammen mit George Irving Bell, Fred D. Ayres, David Michael Jr., W. V. Graham Matthews und M. Bernard Pierre
- Quitaraju, 6036 m (Cordillera Blanca, Peru), Besteigung 1952
- Nun, 7135 m (Himalaya, Indien), Erstbesteigung 1952 zusammen mit Pierre Vittoz
- Cho Oyu, 8188 m (Himalaya, Nepal/Tibet) 1954 Versuch einer zweiten Besteigung wenige Tage nach der Erstbesteigung; dabei stellte Claude Kogan mit 7800 m einen neuen Höhenrekord für Frauen auf.
- Yangra Kangri, 7422 m (Ganesh Himal, Nepal/Tibet) Erstbesteigung am 24. Oktober 1955 zusammen mit Eric Guachet und Raymond Lambert.

## Ehrungen
In Villeurbanne ist eine Grundschule nach ihr benannt.